# Teoría de la novela
Teoría de la novela [Die theorie des romans] fue publicada por Georg Lukács en 1920. El primer manuscrito fue escrito el verano de 1914 y la versión final en el invierno de 1914-1915. Publicada por primera vez en 1916 en Zeitschrift fur Aesthetik und Allgemeine Kunstwissenschaft de Max Dessoir, después Paul Cassirer  lo publicaría en forma de libro en 1920 en Berlín. Subtitulado como “ensayo histórico filosófico sobre las formas de la gran literatura épica", lo que busca es hacer un análisis hegeliano de las categorías estéticas y literarias, y la forma en que la novela se constituyó como modelo hegemónico en las sociedades actuales.

## Historia del texto y ediciones
Teoría de la novela fue realizada por Georg Lukács en 1920 y editada por Paul Cassirer en Berlín. Había sido publicado anteriormente en la revista Zeitschrift fur Aesthetik und Allgemeine Kunstwissenschaft de Max Dessoir en 1916. Lukács escribió el primer manuscrito en el verano de 1914 y la versión final en el invierno de 1914-1915. Fue su tercer libro después de El alma y las formas (1911) e Historia evolutiva del drama moderno (1912), no tomamos en consideración su texto La forma dramática (1909) pues integra la primera parte de Historia evolutiva. En español existen varias ediciones, la más conocida es la realizada a cargo de Manuel Sacristán por la editorial Grijalbo en 1985, Teoría de la novela se encuentra en el primer volumen junto con El alma y las formas. Existe una edición anterior hecha por Juan José Sebreli en 1966 en Buenos Aires. Otra edición más reciente es la de Ediciones Godot Argentina publicada en 2010 y con traducción de Micaela Ortelli.

## Corriente teórica
El mismo autor indica en uno de los prólogos a Teoría de la novela en 1962 (42 años después de la publicación del texto) que durante la realización de este trabajo se encontraba en un cambio de ideología, dejaba las ideas de Kant para entrar al idealismo hegeliano. Sin embargo, seguía usando como marco teórico a las “ciencias del espíritu” de Dilthey:

[La] así llamada escuela de las “ciencias del espíritu”; entiendo que está actitud se basa, esencialmente, en mi juvenil entusiasmo por las obras de Dilthey, Simmel y Max Weber. Teoría de la novela es, en efecto, una producción típica de las tendencias de esta escuela. Cuando conocí a Max Dvorak en Viena, en 1920, me confesó que consideraba mi estudio la publicación más importante del movimiento.
Gyorgy Lukács. “Prólogo” en Teoría de la novela. Buenos Aires, Ediciones Godot, 2010. Pág. 7.

El método o moda del que habla Lukács consistía en elaborar generalizaciones a partir de características de un período o ámbito en específico, para luego proceder por deducción al análisis del fenómeno individual, para así comprenderlo en su extensión. De esta manera Teoría de la novela es un representante típico de las “ciencias del espíritu”. Su innovación se encuentra en ser uno de los primeros textos de esta escuela en tomar elementos hegelianos, ya no kantianos ni cerca del positivismo, para estudiar el arte y la literatura. La primera parte del libro está determinada por principios hegelianos, por ejemplo, la comparación entre los modos de totalidad en la épica y el drama, la idea histórico-filosófica sobre lo que la novela y la epopeya poseen en común y los diferencia, etc. También retoma ideas de Goethe, Schiller y Solger. Años después el mismo autor diría que su obra “no llegó tan lejos” y que “permaneció en el nivel de mero intento que fracasó tanto en diseño como en ejecución, pero aun así estuvo más cerca que otros estudios contemporáneos de alcanzar una solución verdadera”. Para Karl Mannheim el libro de Lukács plantea un intento de interpretar un fenómeno estético, el de la novela, desde la filosofía de la historia.

## Capítulos

### Civilizaciones integradas
Georg Lukács plantea en este capítulo una división social: sociedades cerradas y abiertas, en las primeras encontramos que no hay una escisión entre el ser y el mundo, el adentro y el afuera, no hay distinción entre el alma y la figura o acción. Son sociedades meramente homogéneas, lo cual permite que la naturaleza sea cerrada y se derive una secuencia de totalidad; es decir, hablamos del mundo de la absoluta inmanencia. Por el otro lado tenemos a las sociedades abiertas las cuales sí tienen una clara distinción entre el afuera y el adentro, se les denomina sociedades trascendentes. Un común denominador entre este tipo de sociedades es la relación del hombre con la naturaleza: en las sociedades cerradas el hombre está subordinado a la naturaleza, en las abiertas el hombre se vuelve sujeto y las controla.

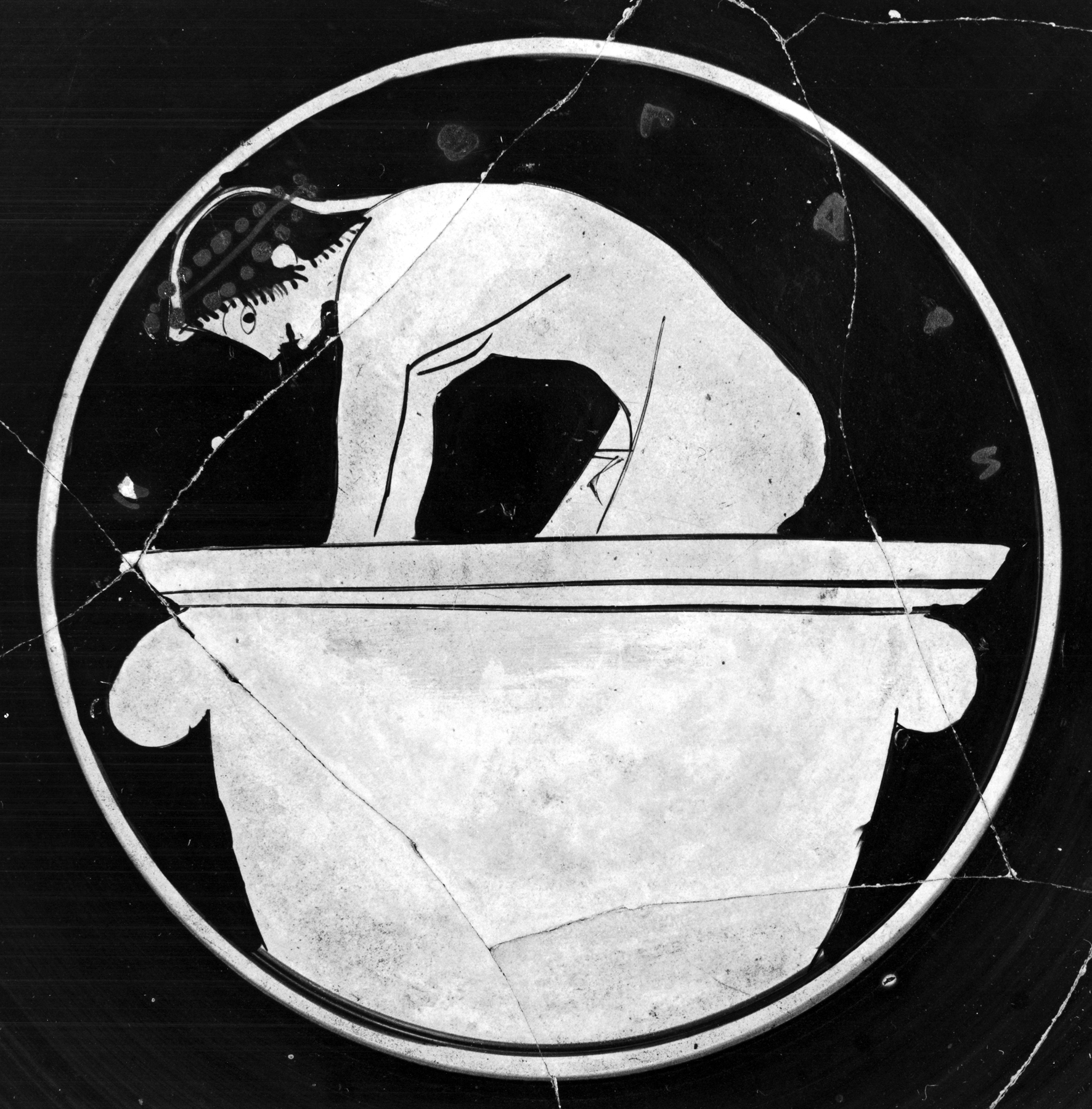

Un claro ejemplo de sociedad cerrada es la primera etapa de la Grecia antigua, la Grecia de Homero, es aquí donde nace la épica, la cual busca resolver la pregunta: ¿Cómo puede la vida volverse esencial? Cuestión contraria a otra etapa de la Grecia antigua, la del mundo de la tragedia, en ésta se perfila el nacimiento de la esencia, acto configurador de la filosofía que devela a destino trágico como la cruel arbitrariedad de lo empírico. Este héroe será transfigurado en una de las últimas etapas del mundo helénico, la de la trascendencia platónica, aquí el héroe o sabio deja de ser trágico y total, se transforma con su gran actividad cognitiva y visión creativa, es decir, pasamos del héroe épico, al trágico y al héroe cognitivo. Para Lukács la totalidad es la condición para que surja la literatura épica, una vez que se rompe este vínculo entre la esencia y el hombre este género se va desarticulando, solo hay casos específicos donde el mundo se completa nuevamente, donde se recupera la totalidad: Giotto y Dante, en Wolfram von Eschenbach y Pisano, en Santo Tomás y San Francisco; con estos autores la estética ha vuelto a ser metafísica por última vez.

### Los problemas de la filosofía de una historia de las formas
La transformación de un mundo inmanente en uno trascendente condujo al sometimiento de las formas de arte a una dialéctica histórica. Después de la épica, los géneros artísticos se cruzarán unos con otros, la suma de ellos es solo una totalidad histórica de lo empírico y de las condiciones empíricas en las que nació cada forma. Así, el sentido histórico – filosófico de la periodicidad ya no se hallará en las formas simbólicas – artísticas. Pero mientras la perturbación de las relaciones trascendentales hace desaparecer la inmanencia, así la esencia escindida puede empalidecer pero nunca desaparecer por completo. Por eso, la tragedia, a pesar de sus transformaciones, ha sobrevivido hasta nuestros días con su esencia intacta, mientras que la épica debió desaparecer y dar lugar a una forma enteramente nueva: la novela.
La relación de la esencia puede ser de dos tipos, una esencia cercana a la vida, donde encontramos a la plenitud como una forma de aproximación y a la transparencia, el otro tipo es la forma abstracta de la esencia, alejada de la vida. Esto hace necesario la dualidad estilística de la tragedia moderna, cuyos polos modernos son Shakespeare y Alfieri. A diferencia de estos autores, los griegos nunca entraron en el dilema de la esencia, por ello, el coro griego otorga vida y plenitud a la esencia situada por fuera y más allá de toda vida, esto es, de forma interna y externa. El coro y corifero en la tragedia griega poseen la misma esencia, son completamente homogéneos, por eso pueden cumplir funciones por separado sin destruir la estructura de la obra.
La vida no se encuentra ausente del drama moderno, puede ser desterrada como lo hacen los clasicistas, lo cual implica un reconocimiento, no solo de la existencia de lo desterrado sino de su poder. Este tipo de tragedia consume la vida. Ubica a sus héroes sobre el escenario como hombres vivos en medio de un mundo aparentemente vital. De esta manera, la figura del héroe se vuelve polémica y problemática; ser un héroe ya no es la forma natural de la existencia en la esfera de la esencia, sino el acto de enaltecerse por sobre lo meramente humano, ya por sobre la masa que los rodea, como por sobre sus propios instintos.
En el drama griego las figuras se encuentran a la misma distancia de la esencia, están en el mismo nivel y tiene los mismos deseos: formar una unidad. A diferencia del drama moderno donde la jerarquía es una condición de su existencia, el dramatis personae está sujeto al destino y a su resultado último, la soledad trágica. Así, uno de los problemas de la tragedia moderna es el de la confianza, las figuras confían que esa jerarquía desaparecerá y se fundirán todos con la unidad, pero esto no pasa. La soledad dramática y psicológica constituye la experiencia de vida del hombre en proceso de convertirse en héroe. Podemos separar al héroe según su relación con la esencia, el héroe inmanente o épico es un yo empírico dominado por el deber ser, esto mata la vida y cancela la muerte del héroe, este debe vivir. El drama, más alejado de la vida, muestra el yo inteligible del hombre el cual asume los atributos simbólicos de la vida, por ejemplo, una ceremonia simbólica, la muerte.
La épica conforma una visión utópica que se ayuda del efecto lírico, lo elegíaco y la grandeza de las acciones para consolidarse. El drama no busca la grandeza de los temas, ignora el contraste entre la totalidad y la segmentación; busca existir, es decir, constituir un universo y capturar su esencia, poseer la totalidad empírica y metafísica, pues combina la trascendencia y la inmanencia.

### La epopeya y la novela
La epopeya y la novela no están diferenciadas por sus intenciones fundamentales sino en sus realidades histórico – filosóficas. Como indica Lukács: “La novela es la epopeya de una época en que la totalidad extensiva de la vida no está determinada, en que la inmanencia del sentido tampoco está directamente determinada, pero que aún busca la totalidad.” (p 44). De esta forma, uno de los constituyentes de la tragedia y la épica es el verso trágico, el cual es según Lukács, duro, contundente, aísla y crea distancia para abrigar a los héroes en las profundidades de su soledad. El verso épico también crea distancia pero genera felicidad y ligereza, transforma el tiempo en un nivel de existencia; la armonía establecida presupone que este tipo de verso debe cantar a la totalidad sagrada de la vida. La ligereza es una característica de la gran literatura épica, es solo una forma de utopía, fuerza creadora de la realidad y privadora de su totalidad. Cuando esa ligereza ya no es concedida, el verso es desterrado de la épica, o se transforma en verso lírico. De esta forma solo la prosa puede incluir el sufrimiento y el éxito, solo su flexibilidad y su rigidez no rítmica pueden abrazar la pesadez y la ligereza.

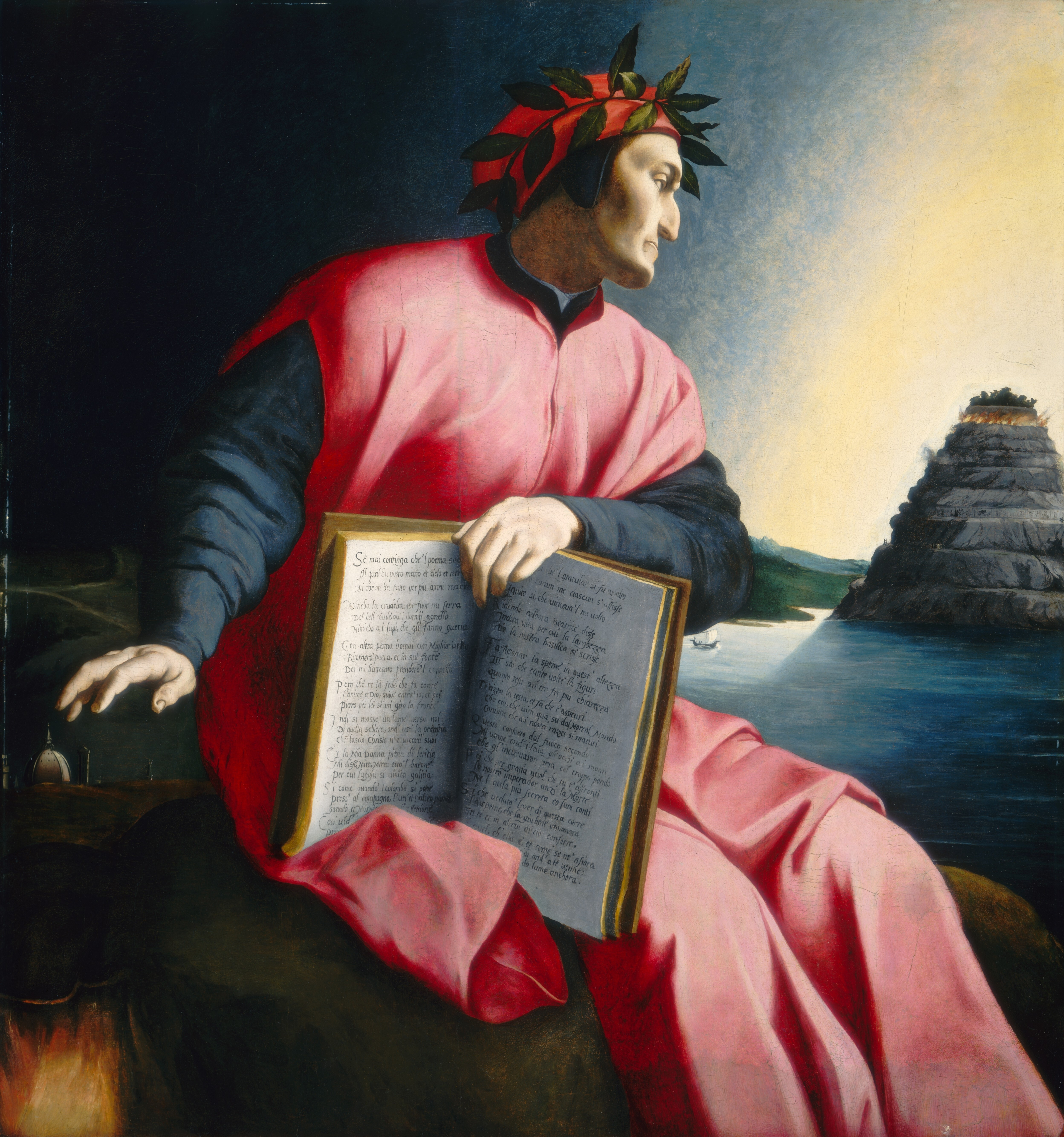

Algunos ejemplos son la prosa de Cervantes, la de Goethe, en contraposición con la obra lírica de Ariosto y la de Goethe. Una figura central es Dante, quien es más lírico que Homero, pues el tono de balada se usa para apelar a los rasgos de la epopeya, así, crea una obra basada en la inmanencia del sentido a la vida en el más allá, esto es, la inmanencia de la trascendencia, puesto que transforma lo individual en componente de la totalidad. Otra diferencia entre la epopeya y la novela es que la primera busca dar forma a la totalidad de la existencia, mientras que la novela busca descubrir y construir la totalidad de la vida.  El individuo épico, el héroe de la novela, es producto de la extrañeza con el mundo exterior. Cuando el mundo es internamente homogéneo, los hombres no difieren cualitativamente unos de otros. En sentido estricto, el héroe de la epopeya no es un individuo. Se ha entendido como característica esencial de la épica que el objeto no se relacione con el destino de una persona en particular sino con el de una comunidad; ya que, lo completo, lo cerrado del sistema de valores del cosmos épico crea un todo orgánico. La importancia de un acontecimiento en un mundo cerrado siempre es cuantitativa, la serie de aventuras en la que se manifiesta este acontecimiento será significativa según el grado en que también lo sea para un complejo de vida orgánico: una nación o linaje.
Lukács señala que en la tragedia el héroe debe de ser rey por la simple necesidad del sendero ontológico del destino; lo que en la tragedia no es más que un símbolo constituye una realidad en la epopeya: la fuerza de la unión entre un destino individual y la totalidad. Dante es el único gran ejemplo en el que se distingue claramente a lo arquitectónico dominando lo orgánico; y por lo tanto su obra presenta una transición histórico-filosófica de la epopeya a la novela. Aún se verifican la inmanente ausencia de distancia y la perfección de la verdadera épica. Sus figuras son individuos con consciencia y de manera activa, se ubican en oposición a una realidad que se comienza a aparecer cerrada.

### La forma interna de la novela
La novela es la expresión de la madurez viril, en contraste con el infantilismo normativo de la epopeya. La totalidad de la novela es una imperfección, una resignación. En el resto de los géneros la aceptación de una disonancia es anterior al acto de dar forma, en la novela la aceptación es la forma misma, de ahí que el autor plantee una relación diferente en el ámbito de la ética y la estética. La novela desde el punto de vista artístico es el género más amenazado y ha sido definido como una forma artística incompleta por los que no pueden diferenciar entre problemática del objeto y del ser problemático. Sin embargo, la novela posee un gemelo caricaturesco de quien resulta casi indistinguible en todas las características formales inesenciales: la novela de entretenimiento, su única diferencia es que ésta carece de sentido.
Ahora, la forma externa de la novela es esencialmente biográfica; oscila entre un sistema conceptual y complejo vital que busca objetivarse en la organicidad de la biografía. En la forma biográfica, la incansable lucha por alcanzar la unidad de la vida y la perfecta arquitectura del sistema se equilibran y se ponen en reposo. El personaje principal de una biografía lo es por su relación con un mundo de ideales que se encuentren por encima de él; pero, inversamente, ese mundo solo alcanza expresión a través de la experiencia del sujeto. La biografía da cuenta de una vida completa e inmanente significativa de un individuo problemático, este es problemático pues no tiene objetivos evidentes y, además, se encuentra determinado recíprocamente por el mundo contingente.

### El condicionamiento histórico filosófico de la novela
La composición de la novela comprende la paradójica combinación de elementos heterogéneos e independientes en un todo orgánico que es destruido una y otra vez. Ahora, la tragedia rompe con la jerarquía de los mundos, ahí no existe ni dios ni demonio, puesto que el mundo exterior es solo la oportunidad del alma de hallarse, para que el héroe se descubra como tal. De ahí la famosa frase de Lukács: “La novela es la epopeya del mundo abandonado por Dios; la psicología del héroe de la novela es demoníaca, a falta de un dios.”
El autor define y diferencia a los tipos de héroes para comprender mejor el héroe novelístico. El héroe dramático no conoce interioridad, pues esta es el producto de la dualidad antagónica entre alma y mundo, la angustiosa distancia entre psiquis y alma. Su seguridad no es puesta a prueba, pues es una característica a priori. Así, la novela habla de la aventura de la inferioridad; su contenido es el relato del alma que sale a buscarse, que quiere ponerse a prueba con las aventuras para poder hallar su propia esencia.

## Influencia
J. M Bernstein indica que Teoría de la novela fue un gran suceso para la intelectualidad de la primera etapa del siglo XX. Algunos de los pensadores que quedaron sorprendidos o marcados por este texto son Theodor Adorno quien escribe en su texto El significado del realismo contemporáneo que el libro de Lukács es un brillante y profundo estudio que replantea las categorías filosóficas básicas de la estética. Bernstein asevera que las carreras políticas de Adorno y Walter Benjamín no serían posibles sin la base del libro de Lukács. Otro estudioso que fue marcado con la lectura de las primeras obras de Lukács es Lucien Goldman quien basa su sociología de la literatura en los textos del crítico húngaro.